# Marguerite Hessein de La Sablière

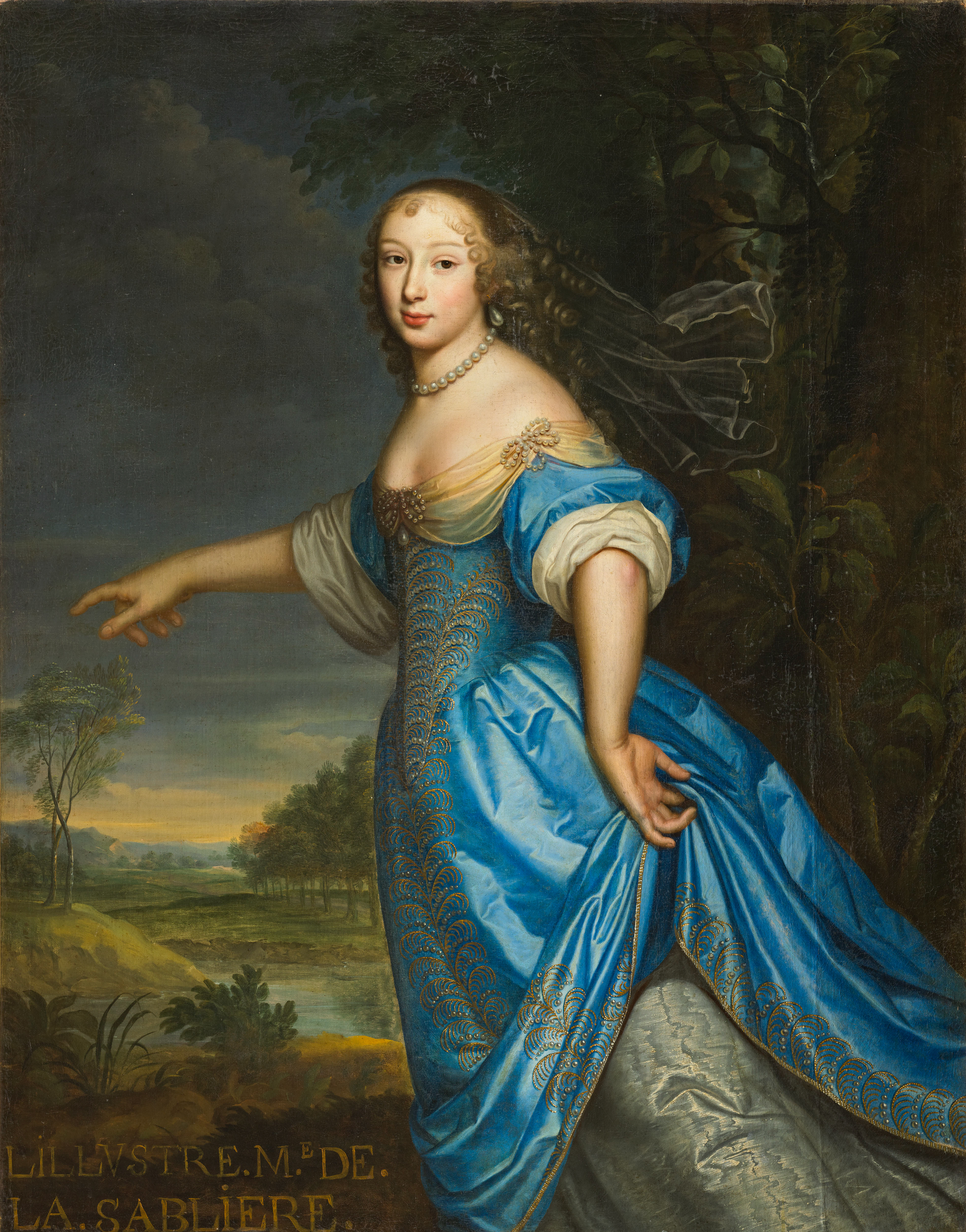
Marguerite Hessein, Madame de La Sablière

Marguerite Hessein de La Sablière (* 1636 in Paris; † 8. Januar 1693 ebenda), eigentlich Marguerite Hessein, war eine Patronin von Künstlern, Schriftstellern und Wissenschaftlern. Sie führte in Paris einen Literarischen Salon und verkörperte in Frankreich die „wissenschaftliche Frau“ am Vorabend der Aufklärung. Sie war die langjährige Mäzenin und treue Freundin des Fabeldichters Jean de la Fontaine.

## Leben
Marguerite Hessein war das älteste Kind von Gilbert Hessein und Marguerite Menjot Hessein. Ihr Vater war ein erfolgreicher Finanzier, der sein Vermögen durch Handel und die Gründung einer eigenen Bank gemacht hatte. Ihre Mutter war die Tochter des Finanzbeamten Jean Menjot und Anne Mallard, der Witwe von Guillaume Le Just, einem Militäroffizier. Beide Elternteile waren fromme Protestanten und gehörten dem Hugenotten-Hochadel von Paris an.
Mit vierzehn Jahren wurde Marguerite Hessein mit dem Finanzier Antoine de Rambouillet de La Sablière (1624–1679) verheiratet und hatte später drei Kinder mit ihm. Mit achtundzwanzig Jahren wurde sie von ihrem unberechenbaren Ehemann getrennt und zog in die Rue Neuve-des-Petits-Champs, wo sie ihr Haus von 1669 bis 1680 für eine große Anzahl von Freunden öffnete. Sie soll gutaussehend, liebenswürdig und gut ausgebildet gewesen sein. Joseph Sauveur und Gilles Persone de Roberval – zwei Mitglieder der Französischen Akademie der Wissenschaften – unterrichteten sie in Mathematik, Physik und Astronomie. Der Dichter Boileau, der sich über die intellektuellen Ansprüche der Frauen aus La Sablières Kreis ärgerte, karikierte sie in seiner Satire contre les femmes, und nannte Sablière einen Blaustrumpf, obwohl sie eine erfolgreiche Gastgeberin war. Charles Perrault verteidigte sie gegen Boileaus Angriffe, in seiner L'apologie des femmes behauptete er, Sablière sei nicht nur sehr talentiert, sondern auch bescheiden genug, ihre Fähigkeiten nicht zur Schau zu stellen.
Der Dichter Jean de La Fontaine lehrte sie Naturgeschichte und Philosophie. La Sablière beherbergte La Fontaine in ihrem Hôtel über zwei Jahrzehnte – er widmete ihr eine seiner schönsten Fabeln (Der Rabe, die Gazelle, die Schildkröte und die Ratte) und zwei längere Versgedichte, darunter den Discours à Madame de La Sablière. In diesen Werken erwähnte er sie nie direkt, sondern gab er ihr den Namen der Göttin Iris. Er veröffentlichte nichts, was nicht zuerst ihrem Auge vorgelegt wurde, und ging von ganzem Herzen in ihre Angelegenheiten und Freundschaften ein.
Der Tod ihres entfremdeten Ehemannes im Jahr 1679 ermöglichte es Sablière, sich mit ihren Kindern zu versöhnen. Gegen Ende der 1670er Jahre ließ La Sablières Karriere als Salonnière sichtbar nach: Die Affäre (1676–1680) mit dem Militäroffizier und Dichter Charles de la Fare hatten La Sablière verbittert, als seine mehrfache Untreue bekannt wurde. Sie erlebte eine religiöse Krise, die zu ihrer Bekehrung zum Katholizismus führte. Sie verließ ihr Haus in der Rue Neuve-des-Petits-Champs im Jahr 1680, um in eine bescheidenere Residenz in der Rue Saint-Honoré zu ziehen. Erneut brachte sie Jean de La Fontaine in ihrem Haus unter. Einmal soll sie sich wie folgt geäußert haben: Je n'ai gardé avec moi que mes trois bêtes, mon chat, mon chien et mon La Fontaine (deutsch: Ich habe nur meine drei Tiere bei mir behalten: meine Katze, meinen Hund und meinen La Fontaine).
Die Bekehrung Sablières zum Katholizismus bedeutete für die Pariser Salons mehr als eine Veränderung der religiösen Zugehörigkeit. Intellektuell deutete es auf eine Umkehrung des philosophischen Glaubens einer Frau hin, die zuvor mit den Schülern von Descartes und Gassendi verbündet war. Moralisch war es ein öffentlicher Verzicht auf das ungezwungene Leben, das sie zuvor geführt hatte.
Neben dem allgemein bekannten Porträt Sablières als Wohltäterin La Fontaines geht ihr eigener Beitrag zur Moralphilosophie unter. In zwei Werken kritisiert Sablière die moralischen Werte aus dem Standpunkt einer augustinischen Theologie der Sünde und Erlösung. In ihren Schriften spiegeln sich die klassische Kultur und der Cartesianismus wider, der sie in philosophischen Kreisen dieser Zeit bekannt gemacht hat. Ihre Meditationen sind formal nüchtern, im Ton apokalyptisch und skizzieren einen klösterlich strengen Moralkodex.